# Махник, Ян
Ян Эугениуш Махник, пол. Jan Eugeniusz Machnik (род. 20 сентября 1930) — польский археолог, специалист по доисторической эпохе Европы (неолит и бронзовый век).
Изучал археологию в Ягеллонском и Познанском университете. В последнем в 1955 г. получил степень магистра истории материальной культуры, защитив диссертацию «Раннесредневековое поселение в Иголомии около Кракова».
Сразу после обучения начала работу в отделе археологии Малой Польши Института истории материальной культуры в Кракове. В последующие годы занимался проблематикой неолита и раннего бронзового века в центральной Европе, защитил докторскую диссертацию «Изучение культуры шнуровой керамики в Малой Польше». В 1966—1990 гг. руководил отделом археологии Малой Польши Института истории материальной культуры в Кракове, а позднее возглавил Институт археологии и этнологии Польской академии наук в Кракове. С 1968 г. был преподавателем Ягеллонского университета, а с 1976 г. профессором того же вуза.
С 1990 г. член Международного объединения наук о доисторической и протоисторической эпохе (UISPP). С 1992 г. член Польской академии искусств как представитель своего института. С 1966 г. редактор журнала «Археологические записки» (Sprawozdania Archeologiczne) (позднее в этой должности его сменил Славомир Кадров).
Проводил раскопки в Польше, Словакии, на Украине, а также во Франции. Преподаватель Института археологии Жешувского университета. Автор множества научных трудов.
Постановлением Президента Польши от 29 сентября 2011 г. награждён Командорским крестом Ордена Возрождения Польши.

## Важнейшие труды
- 1966 Studia nad kulturą ceramiki sznurowej w Małopolsce, Instytut Archeologii Wrocław.
- 1967 Stosunki kulturowe na przełomie neolitu i epoki brązu w Małopolsce (na tle przemian w Europie środkowej), Materiały do prahistorii ziem polskich, III(1), Warszawa.
- 1977 Frühbronzezeit Polens (Übersicht über die Kulturen und Kulturgruppen), Wrocław.
- 1987 Kultury z przełomu eneolitu i epoki brązu w strefie karpackiej, Wrocław, Kraków.
- 1991 The Earliest Bronze Age in the Carpathian Countries, Bradford.
- 1992 Iwanowice, stanowisko Babia Góra, część II. Cmentarzysko z wczesnego okresu epoki brązu, Kraków, (współautorzy: S. Kadrow, A. Machnik).
- 1997 Kultura mierzanowicka. Chronologia, taksonomia i rozwój przestrzenny, Kraków, Oddział PAN, (współautor: S. Kadrow).